# El Rodrigo
El Rodrigo är en ort i Mexiko.   Den ligger i kommunen San Salvador och delstaten Hidalgo, i den sydöstra delen av landet, 100 km norr om huvudstaden Mexico City. El Rodrigo ligger 1 943 meter över havet och antalet invånare är 487.
Terrängen runt El Rodrigo är platt österut, men västerut är den kuperad. Runt El Rodrigo är det ganska tätbefolkat, med 120 invånare per kvadratkilometer. Närmaste större samhälle är San Salvador, 1,2 km söder om El Rodrigo. Omgivningarna runt El Rodrigo är en mosaik av jordbruksmark och naturlig växtlighet.